# أبيمديون أزغب
أبيمديون أزغب (الاسم العلمي: Epimedium pubescens) هو نوع من النباتات يتبع جنس الأبيمديون من الفصيلة البرباريسية.

## صور

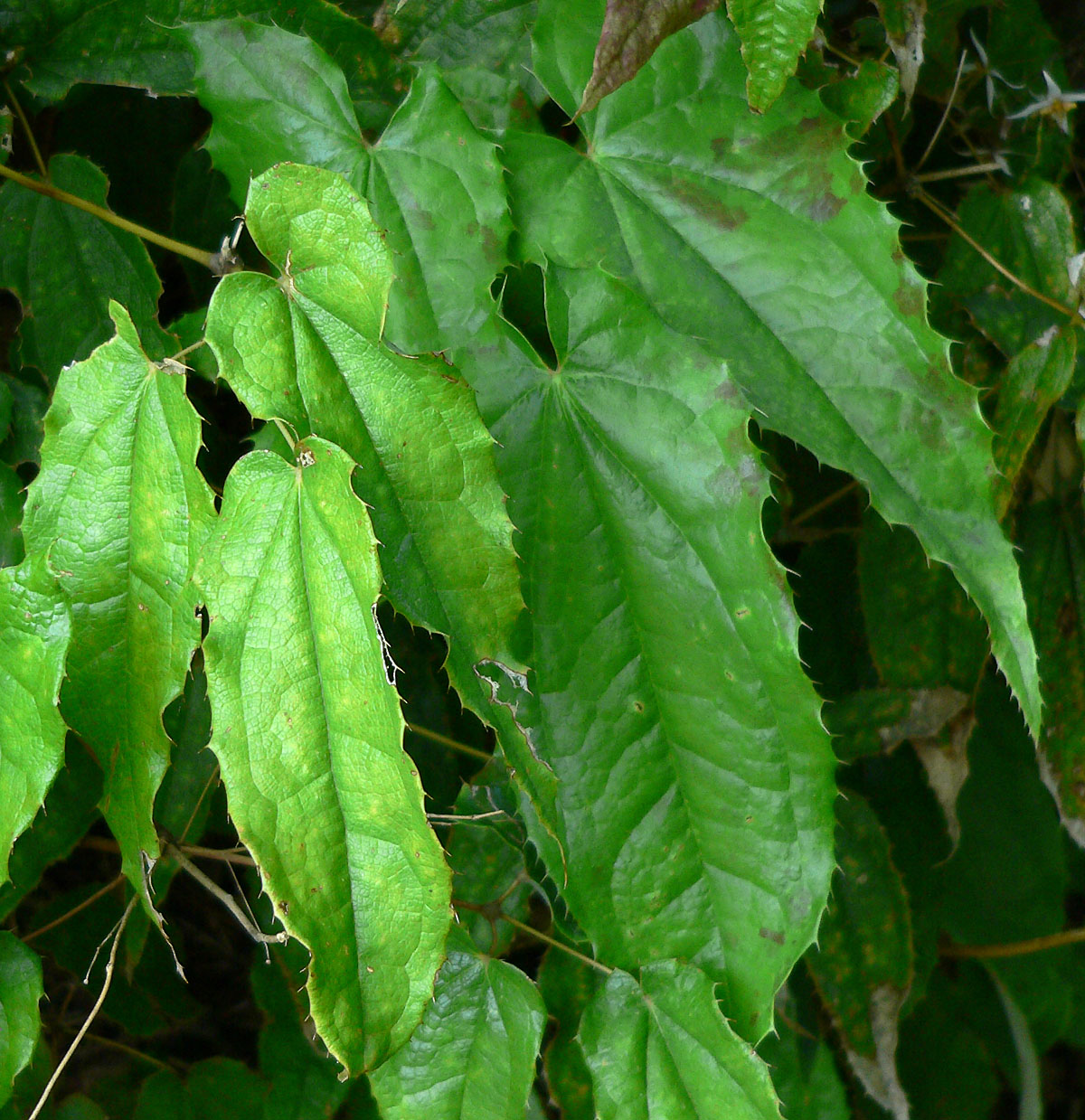
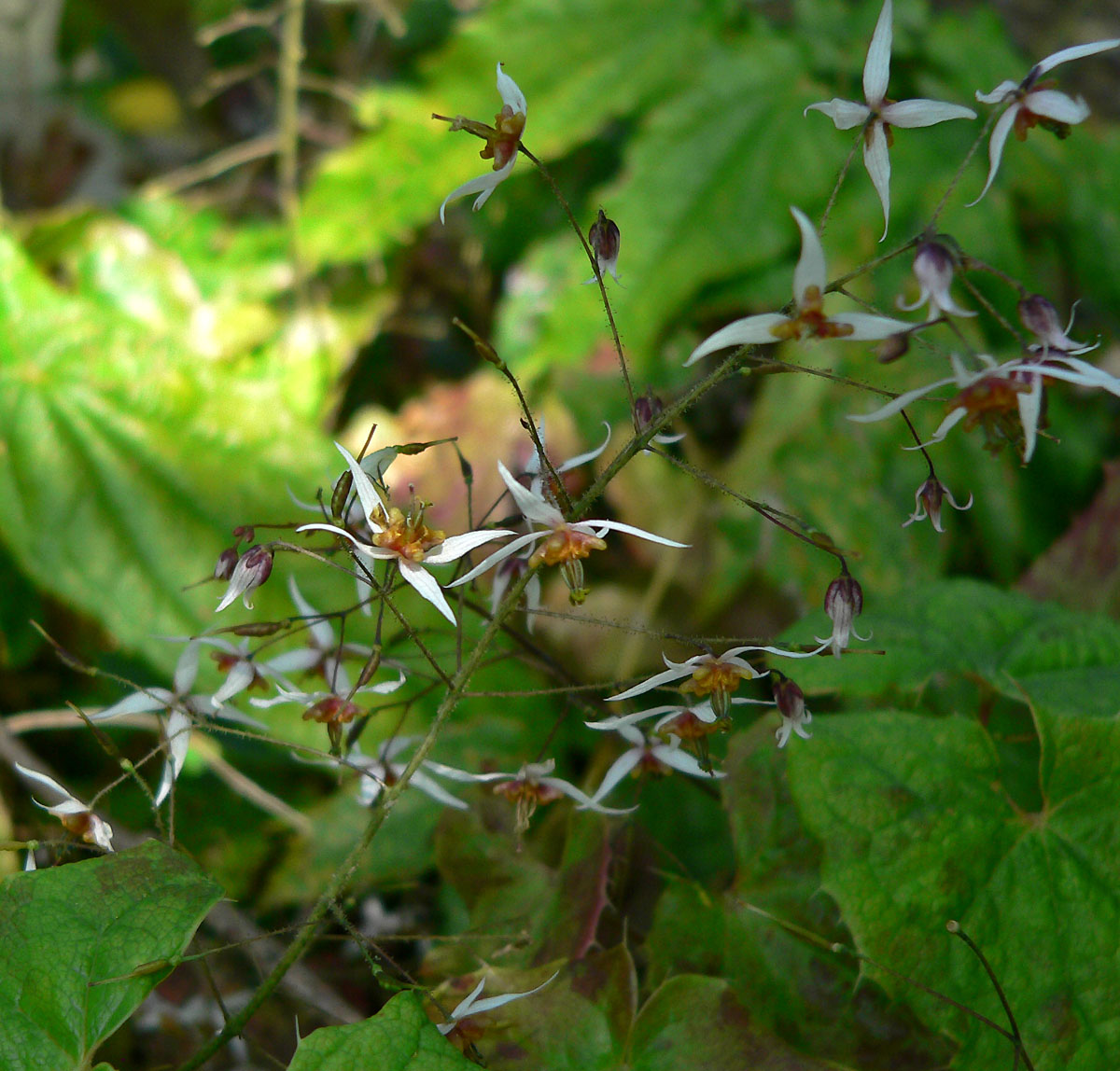
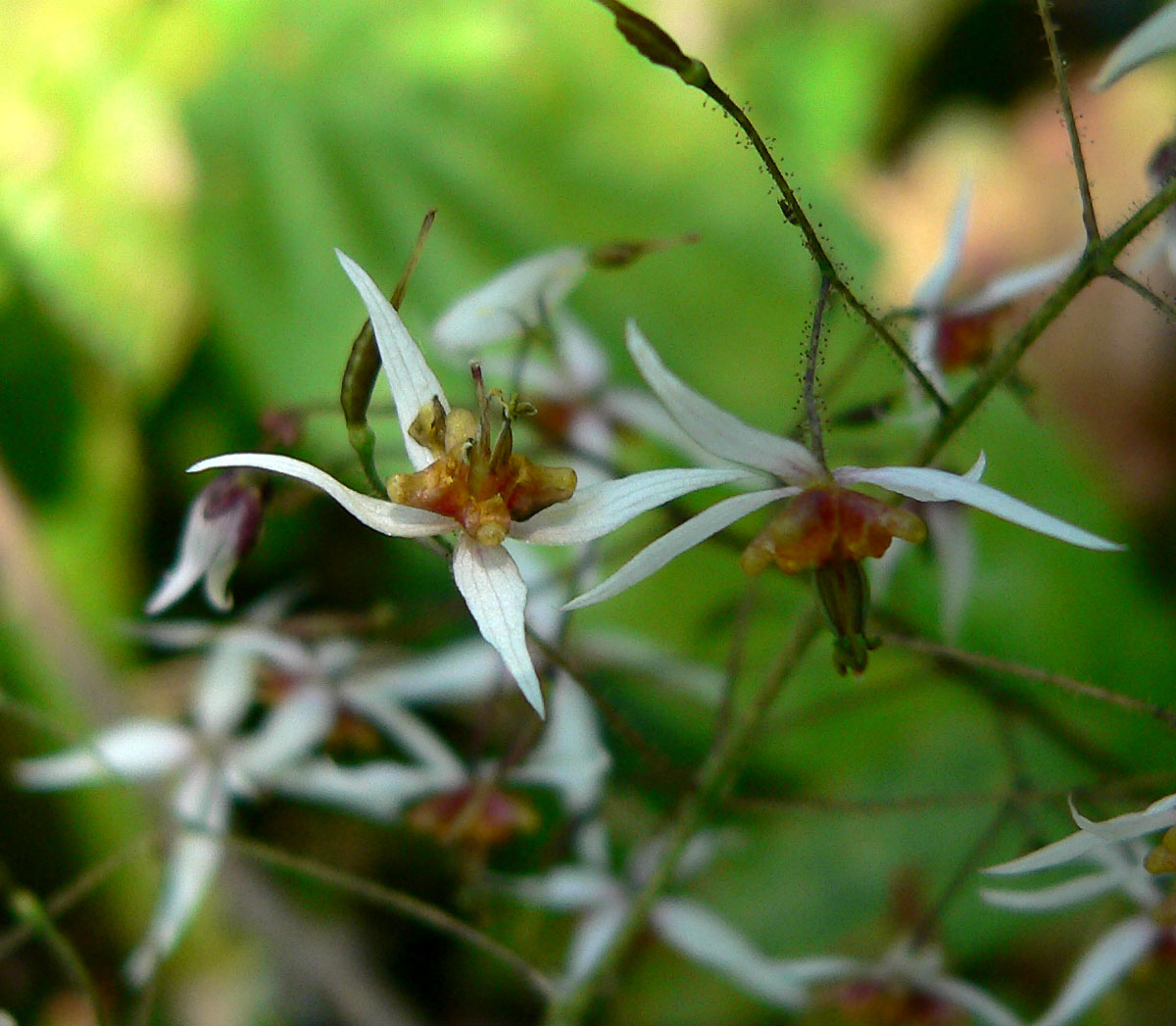